# Chalciope mygdonias
Chalciope mygdonias är en fjärilsart som beskrevs av Jacob Hübner 1827. Chalciope mygdonias ingår i släktet Chalciope och familjen nattflyn. Inga underarter finns listade i Catalogue of Life.